# Looma
Looma – miasto w Australii, w stanie Australia Zachodnia.